# Język onya darat
Język onya darat, także semandang, samandang – język austronezyjski używany w prowincji Borneo Zachodnie w Indonezji (kabupaten Ketapang). Posługuje się nim grupa etniczna Onya Darat (jedna z grup Dajaków). Według danych szacunkowych (2015) społeczność jego użytkowników liczy kilkadziesiąt tysięcy osób.
Najbardziej wysunięty na południe przedstawiciel języków Dajaków lądowych (Land Dayak). Dzieli się na kilka głównych dialektów: kualan, samandang, baram, simpang. Najwięcej użytkowników ma odmiana kualan (właściwa dla miejscowości Balaiberkuak i pewnych wsi w rejonie rzeki Kualan). 
Nazwa „onya darat” znaczy tyle, co „ludność (wnętrza) lądu”.
Potencjalnie zagrożony wymarciem w perspektywie długoterminowej. Z dostępnych danych (2015) wynika, że onya darat pozostaje w powszechnym użyciu wśród wszystkich grup wiekowych. Niemniej odnotowano wzrost roli języka indonezyjskiego oraz lokalnej odmiany malajskiego, do czego przyczyniają się kontakty międzyetniczne i istnienie rodzin mieszanych. W miejscowości Balaiberkuak indonezyjski/malajski bywa przyswajany jako język pierwszy.